# Cronulla
Cronulla – geograficzna nazwa dzielnicy (przedmieścia), położonej na terenie samorządu lokalnego Sutherland wchodzącego w skład aglomeracji Sydney, w stanie Nowa Południowa Walia, w Australii. Z Cronulli pochodzi słynna aktorka i modelka Tahyna Tozzi i jej siostra również modelka Cheyenne Tozzi.
Cronulla słynie ze swojej długiej i piaszczystej plaży chętnie odwiedzanej przez surferów i mieszkańców Sydney. 